# Гранулит
Гранулит — метаморфическая горная порода гнейсоподобной текстуры, сформировавшаяся в условиях высоких температур (выше 700 °C) и давления (6—10⋅108 Па).
Минеральный состав гранулита: кварц, плагиоклаз, полевой шпат, а также вкрапления биотита, граната, кордиерита, силиманита, гиперстена и других.
Структура гранулитовая, гранобластовая, текстура гнейсовая.
Используется как строительный камень.